# Seznam krajev Unescove svetovne dediščine na Slovaškem
Svetovna dediščina Organizacije Združenih narodov za izobraževanje, znanost in kulturo (UNESCO) je pomembna za kulturno ali naravno dediščino, kot je opisano v Unescovi konvenciji o svetovni dediščini, ustanovljeni leta 1972. Kulturno dediščino sestavljajo spomeniki (kot so arhitekturna dela, monumentalne skulpture ali napisi), skupine zgradb in najdišča (vključno z arheološkimi najdišči). Naravne značilnosti (ki jih sestavljajo fizične in biološke formacije), geološke in fiziografske formacije (vključno s habitati ogroženih vrst živali in rastlin) ter naravna območja, ki so pomembna z vidika znanosti, ohranjanja ali naravne lepote, so opredeljena kot naravna dediščina.Slovaška republika je ratificirala konvencijo 31. marca 1993, zaradi česar so njena zgodovinska območja upravičena do vključitve na seznam.
Od leta 2021 je na Slovaškem osem območij svetovne dediščine. Prva tri mesta na Slovaškem so bila na seznam dodana leta 1993. Ta mesta so bila Vlkolinec, zgodovinsko mesto Banská Štiavnica in tehnični spomeniki v njegovi bližini ter Spiški grad. Slednje je bilo leta 2009 razširjeno na Levočo in pripadajoče kulturne spomenike. Nazadnje dodano območje na seznam je bil Donavski limes leta 2021. Šest območij na Slovaškem je kulturnih in dve naravni. Tri območja so transnacionalna, Jame Aggteleškega krasa in slovaškega krasa si deli z Madžarsko, Donavski limes si deli z Nemčijo in Avstrijo, Starodavni prvobitni bukovi gozdovi Karpatov in drugih delov Evrope pa si deli s 17 drugimi državami. Poleg tega ima Slovaška 12 območij na poskusnem seznamu.

## Kraji svetovne dediščine
UNESCO opredeljuje deset kriterijev za uvrstitev na seznam svetovne dediščine. Vsak kraj mora ustrezati vsaj enemu kriteriju. Kriteriji od I do VI se nanašajo na kraje kulturne dediščine, od VII do x pa na naravno.
| Ime                                                                        | Slika                                                   | Lokacija                                                                | Leto uvrstitve na seznam | Unescova referenca in kriteriji | Opis |
| -------------------------------------------------------------------------- | ------------------------------------------------------- | ----------------------------------------------------------------------- | ------------------------ | ------------------------------- | --- |
| Zgodovinsko mesto Banská Štiavnica in tehnični spomeniki v njegovi bližini | Town square with the monument dedicated to Holy Trinity | Banskobistriški okraj                                                   | 1993                     | 618rev; iv, v (kulturno)        | Banská Štiavnica je najstarejše rudarsko mesto na Slovaškem. Medtem ko so rudarske dejavnosti na tem območju potekale že v bronasti dobi, je bilo samo mesto ustanovljeno v 13. stoletju. Bogata nahajališča polimetalnih rud, ki vsebujejo tudi zlato in srebro, so mestu prinesla bogastvo, kar je povzročilo gradnjo več reprezentativnih stavb, kot so palače, cerkve in gradovi. Leta 1762 je bila tu ustanovljena prva rudarsko-gozdarska akademija v Evropi. Rudarska dejavnost je v 19. stoletju zaradi izčrpavanja rudnih nahajališč upadla.                                                                                     |
| Levoča, Spiški grad in pripadajoči kulturni spomeniki                      | Castle ruins on the top of the hill                     | Prešovski okraj in Košiški okraj                                        | 1993                     | 620bis: iv (kulturno)           | Spiški grad je eden največjih gradov v regiji in vključuje dobro ohranjene stavbe iz 13. in 14. stoletja v romanskem in gotskem slogu. Leta 2009 je bilo območje razširjeno na mesto Levoča z baziliko svetega Jakoba iz 14. stoletja, kjer je poznogotski oltar mojstra Pavla, ter pripadajoča mesta Spišské Podhradie, Spiška Kapitula in Žehra, ki predstavljajo tudi mestne ansamble iz istega obdobja. |
| Vlkolinec                                                                  | Village street with wooden houses on both sides         | Žilinski okraj                                                          | 1993                     | 622rev; iv, v (kulturno)        | Vlkolinec predstavlja tradicionalno evropsko podeželsko naselje v goratem območju in je najbolje ohranjen tovrstni ansambel v regiji. Vas obsega 43 tradicionalnih brunaric, ki so večinoma iz 19. stoletja, cerkev z zvonikom in šolo. |
| Jame Aggteleškega krasa in slovaškega krasa*                               |                                                         | Košiški okraj                                                           | 1995                     | 725ter; viii (naravno)          | Območje obsega 712 jam na Slovaškem in Madžarskem. Predstavljajo značilen kraški sistem zmernega pasu. Sedimenti in fosili v jamah kažejo geološke zapise subtropskih in tropskih podnebnih razmer iz pozne krede in zgodnjega terciarja ter pleistocenske poledenitve. V prvotni nominaciji so bile navedene jame Domica, Gombasecká, Jasovská, Krásnohorská in Ochtinská na slovaški strani, leta 2000 pa je bila kot razširitev dodana ledena jama Dobšiná. Leta 2008 je prišlo do spremembe meja območja na madžarski strani. |
| Varstveni rezervat mesta Bardejov                                          | Look at the town square from above                      | Prešovski okraj                                                         | 2000                     | 973; iii, iv (kulturno)         | Mesto Bardejov stoji v bližini pomembne trgovske poti na Poljsko čez Karpate. Načrt mesta je iz 13. in 14. stoletja in je vključeval utrdbe, ki so bile napredne za sodobne standarde. Meščanske hiše iz 15. stoletja in gotska bazilika sv. Egidija obkrožajo glavni trg. Bardejov vključuje tudi majhno judovsko četrt iz 18. stoletja. |
| Starodavni prvobitni bukovi gozdovi Karpatov in drugih delov Evrope*       | Forest scenery, trees and a small stream                | Prešovski okraj                                                         | 2007                     | 1133quater; ix (naravno)        | To območje obsega nemotene primere zmernih gozdov, ki prikazujejo postglacialni proces širjenja evropske bukve iz nekaj izoliranih območij zatočišč v Alpah, Karpatih, Dinaridih, Sredozemlju in Pirenejih. Območje je bilo prvotno uvrščeno leta 2007 kot pragozdovi bukovih gozdov v Karpatih, ki si jih delita Slovaška in Ukrajina, leta 2011 razširjeno na starodavne bukove gozdove Nemčije, leta 2017 in 2021 pa nadalje razširjeno na gozdove v skupno 18 državah. . Navedeni so štirje rezervati na Slovaškem, Stužica – Bukovské vrchy, Rožok, Vihorlat in Havešová. Sprememba gozdnih meja na Slovaškem je potekala leta 2021. |
| Lesene cerkve v slovaškem delu Karpatov                                    | Large wooden church in Hronsek                          | Košiški okraj, Banskobistriški okraj, Žilinski okraj in Prešovski okraj | 2008                     | 1273; iii, iv (kulturno)        | To območje obsega osem lesenih cerkva, ki so bile zgrajene na območju Karpatov na Slovaškem med 16. in 18. stoletjem, kot reprezentativni primeri lesene sakralne arhitekture na območju, kjer sobivajo skupnosti treh različnih ver. Dve cerkvi sta rimskokatoliški, tri protestantske in tri grško pravoslavne. Na sliki je lesena sklepna cerkev Hronsek. |
| Meje rimskega imperija – Donavski limes (zahodni segment)*                 | Roman ruins                                             | Bratislavski okraj in Nitranski okraj                                   | 2021                     | 1608rev; ii, iii, iv (kulturno) | Donavski limes, mreža utrdb ob reki Donavi, je varovala meje rimskega imperija. Dediščino si deli z Nemčijo in Avstrijo. Na Slovaškem je navedenih šest lokacij na dveh lokacijah, vojaških taborišč Celemantia in Gerulata (na sliki ruševine). |

## Poskusni seznam
Poleg območij, ki so vpisana na seznam svetovne dediščine, lahko države članice vodijo seznam začasnih območij, ki jih lahko upoštevajo pri nominaciji. Nominacije za seznam svetovne dediščine so sprejete le, če je bilo območje predhodno navedeno na poskusnem seznamu. Od leta 2021 je Slovaška na svoj poskusni seznam zabeležila 12 območij.
| Ime                                                                                                   | Slika                                                       | Lokacija                               | Leto uvrstitve na seznam | Unescova referenca in kriteriji | Opis |
| --- | ----------------------------------------------------------- | -------------------------------------- | ------------------------ | ------------------------------- | --- |
| Gemer in Abov s srednjeveškimi stenskimi poslikavami                                                  | Interior of an old church with frescos                      | Banskobistriški okraj in Košiški okraj | 1995                     | iv (kulturno)                   | Ta nominacija zajema deset cerkva v južni Slovaški. V njih so dobro ohranjene stenske poslikave iz 14. in 15. stoletja, ki so jih naslikali potepuški italijanski slikarji Giottove šole. Na sliki je luteranska cerkev Štítnik. |
| Vinska regija Tokaj*                                                                                  | Vineyards, hills in the background                          | Košiški okraj                          | 2002                     | ii, iii, v (kulturno)           | Vinska regija Tokaj je kulturna krajina, kjer so vino pridelovali že od prazgodovine. Meji na istoimensko regijo na Madžarskem, ki je od leta 2002 uvrščena na seznam svetovne dediščine kot zgodovinska kulturna krajina vinorodne regije Tokaj. |
| Prvotni travniki – pašniki na Slovaškem                                                               |                                                             | 62 lokacij                             | 2002                     | v (kulturno)                    | Ta nominacija obsega 62 območij po vsej Slovaški, ki ohranjajo tradicionalne oblike kmetovanja, visoko krajinsko raznolikost, tradicionalna lesena in druga izvirna bivališča ter izkazujejo pomembno družbeno in ekološko vrednost ozemlja. |
| Spomenik Chatamu Sóferju                                                                              | A concrete memorial with a path leading to it               | Bratislavski okraj                     | 2002                     | iv, v, vi (kulturno)            | Memorial Chatama Sóferja je grobišče Mosesa Soferja, vidnega ortodoksnega rabina iz 19. stoletja, zgrajeno na mestu judovskega pokopališča iz 17. stoletja. Zgodovinsko pokopališče je bilo večinoma uničeno z gradnjo cestnega predora pod bratislavskim gradom leta 1943, vendar so bili grobovi pomembnih rabinov ohranjeni.                                                              |
| Sistem utrdb na sotočju rek Donave in Váha v Komárno – Komárom*                                       | Fortifications, look from above                             | Nitranski okraj                        | 2002                     | i, ii, iv, v (kulturno)         | Mesti Komárno na Slovaškem in Komárom na Madžarskem sta ob sotočju rek Donava in Váh. Zaradi strateške lege se je okoli tega območja skozi stoletja razvijal utrdbeni sistem. Slovaški del mesta obsega osrednjo trdnjavo, utrdbe Palatinske linije in utrdbe linije Váh. |
| Koncept lečastega zgodovinskega mestnega jedra mesta Košice                                           | Main street in Košice, with a monument and buildings around | Košiški okraj                          | 2002                     | ii, iv, v (kulturno)            | Mesto Košice je ležalo na pomembnem križišču trgovskih poti, ki je povezovala Vzhodno Evropo z Zahodno Evropo in Baltik s Črnim morjem. Trško naselje je bilo ustanovljeno v 13. stoletju in postalo uveljavljeno v 14. stoletju. Ohranjena je srednjeveška ulična zasnova, pri čemer se srednja cesta postopoma širi v obliko leče (torej »lentikularno«). V najširšem delu leče je cerkev. |
| Naravni rezervati Tatre*                                                                              | Lake Strbske Pleso with Tatra Mountains in the background   | Žilinski okraj in Prešovski okraj      | 2002                     | vii, viii, ix, x (naravno)      | Tatre so najvišja gorska veriga v Karpatih in se raztezajo na meji med Slovaško in Poljsko. Čeprav so trenutno brez ledu, so jih v pleistocenski dobi prekrili ledeniki. Vidnih je več ledeniških oblik, vključno z morenami in ledeniškimi jezeri. Na Slovaškem je območje zaščiteno kot narodni park Tatre.                                                                                |
| Kraške doline Slovaške                                                                                |                                                             | več lokacij                            | 2002                     | viii, ix, x (naravno)           | Ta nominacija zajema območja s kraško topografijo na Slovaškem. So dobro ohranjeni, z majhnim vplivom človeka in bogati z endemično floro in favno. |
| Naravna in kulturna krajina Podonavja                                                                 |                                                             | več lokacij                            | 2002                     | (mešano)                        | Ta nominacija zajema območja ob reki Donavi. Naravna komponenta se nanaša na poplavne ravnice in mokrišča, ki so pomembni habitati za divje živali. S kulturnega vidika je bilo območje poseljeno že v prazgodovini, saj je več kultur zapustilo arheološke ostanke in spomenike. |
| Glivična flora Bukovskega gričevja                                                                    | Beech and fir forest in Stuzica                             | Prešovski okraj                        | 2002                     | x (naravno)                     | Bukovsko hribovje je flišno gorovje na severovzhodnem Slovaškem. Gozdovi, kjer so značilne drevesne vrste bukev, jelka in javor, so bogati z glivami in dom številnim redkim vrstam. |
| Gejzir v Herlanyju                                                                                    | Geyser, located in the middle of a stonework, erupting      | Košiški okraj                          | 2002                     | vii (naravno)                   | Gejzir v Herľanyju je bil umetno aktiviran v 1870-ih med vrtanjem vodnjaka za bližnje zdravilišče. Vodnjak sega 400 metrov pod zemljo in se povezuje z vodonosnikom. Izbruhi potekajo v intervalih od 32 do 34 ur in trajajo približno 26 minut. |
| Najdišča Velike Moravske: Slovansko utrjeno naselje pri Mikulčicah – Cerkev sv. Marjete pri Kopčanih* | Old church built in stone with a modern red roof            | Trnavski okraj                         | 2007                     | iii, iv, v, vi (kulturno)       | Mikulčice so bile pomembno utrjeno naselje slovanske države Velike Moravske v zgodnjem srednjem veku. Stalo je na območju, ki se danes razteza čez mejo Slovaške in Češke. Cerkev sv. Marjete je iz 9. stoletja in je bila prenovljena v 13. in 16. stoletju. Na pokopališču okoli cerkve so grobnice iz 9. do 18. stoletja.                                                                 |